# アンリ・デ・ブラーケレール
アンリ・デ・ブラーケレール（Henri de Braekeleer、1840年6月11日 - 1888年7月20日)はベルギーの画家、版画家である。ロマン主義の画家とされ、室内画を多く描いた。

## 略歴
アントウェルペンで画家、フェルディナンド・デ・ブラーケレール(1792-1883)の息子に生まれた。父親と同名の兄、フェルディナンド(1828–1857) も画家になった。父親や叔父のヘンドリク・レイス(1815-1869)から兄とともに絵を学んだ。1854年からアントウェルペン王立芸術学院に入学し、ヤン・ストバーツ(1838-1914)と友人になった。デ・ブラーケレールとストバーツは保守的なアカデミーの教育に反抗し、アカデミーを退学になるが、その後は叔父のレイスの指導を受け、レイスの影響でロマン主義のスタイルの画家になった。
1863年に叔父に勧められて、ドイツ、オランダへ修行に出た。ドイツの歴史的な街を描き、オランダでは、18世紀、オランダ黄金時代の画家、ピーテル・デ・ホーホ(1629-1684)やヤン・ステーン(1626-1679)、ヨハネス・フェルメール(1632-1675)らの作品に感銘を受けた。1870年代の作品はデ・ホーホがよく描いたような窓辺に人を配した室内画を多く描いた。静物画や風景画も描いた。1870年代末になって、印象派の画家の影響を受けたタッチが見られるようになった。
版画家としても知られ多くの版画作品も残した。
1880年から1884年にかけて深刻な精神障害に陥ったとされている。1888年にアントウェルペンで48歳で亡くなった。

## 作品

### 油絵

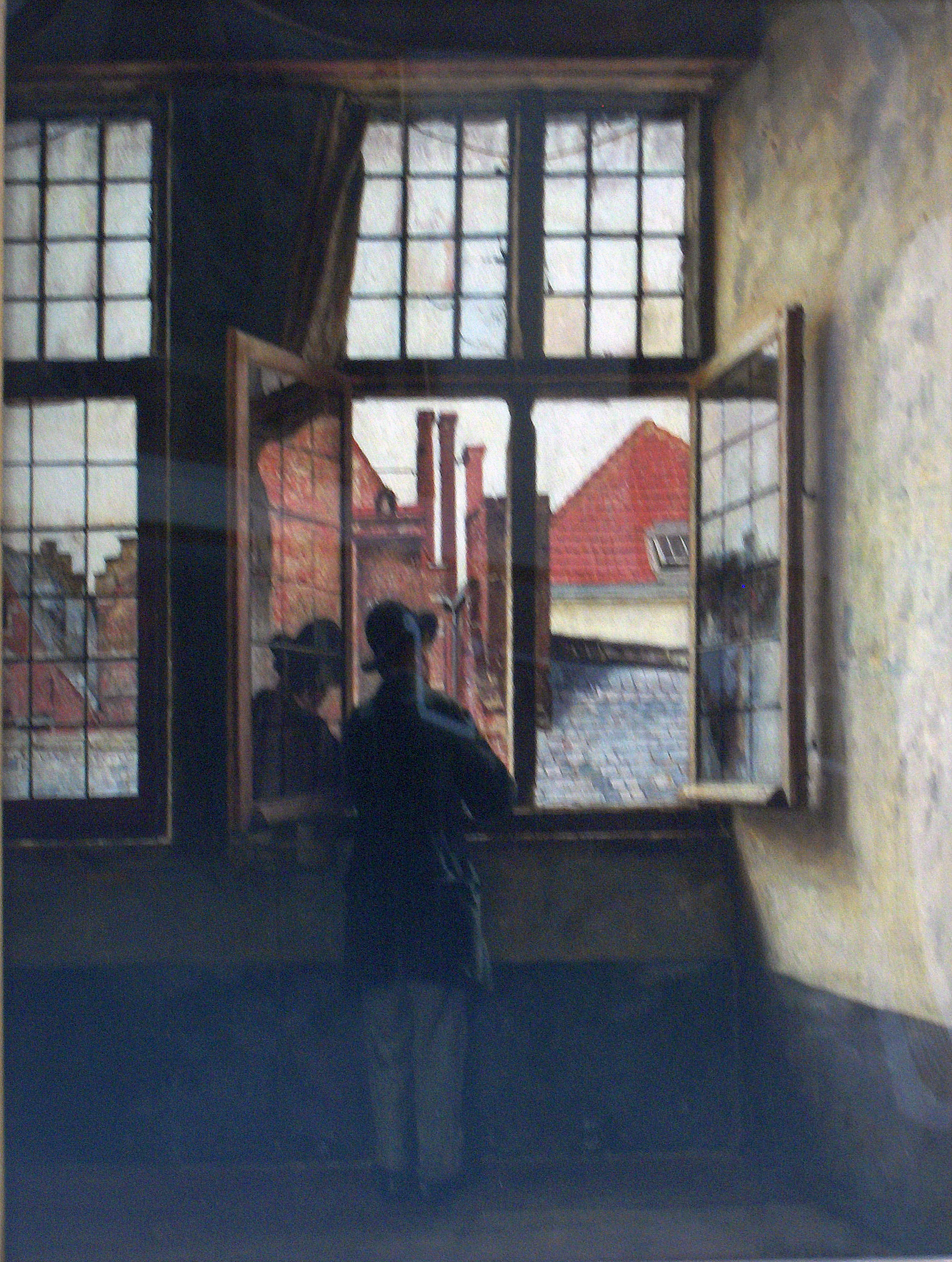
窓辺の男 (1873/1876) ベルギー王立美術館蔵
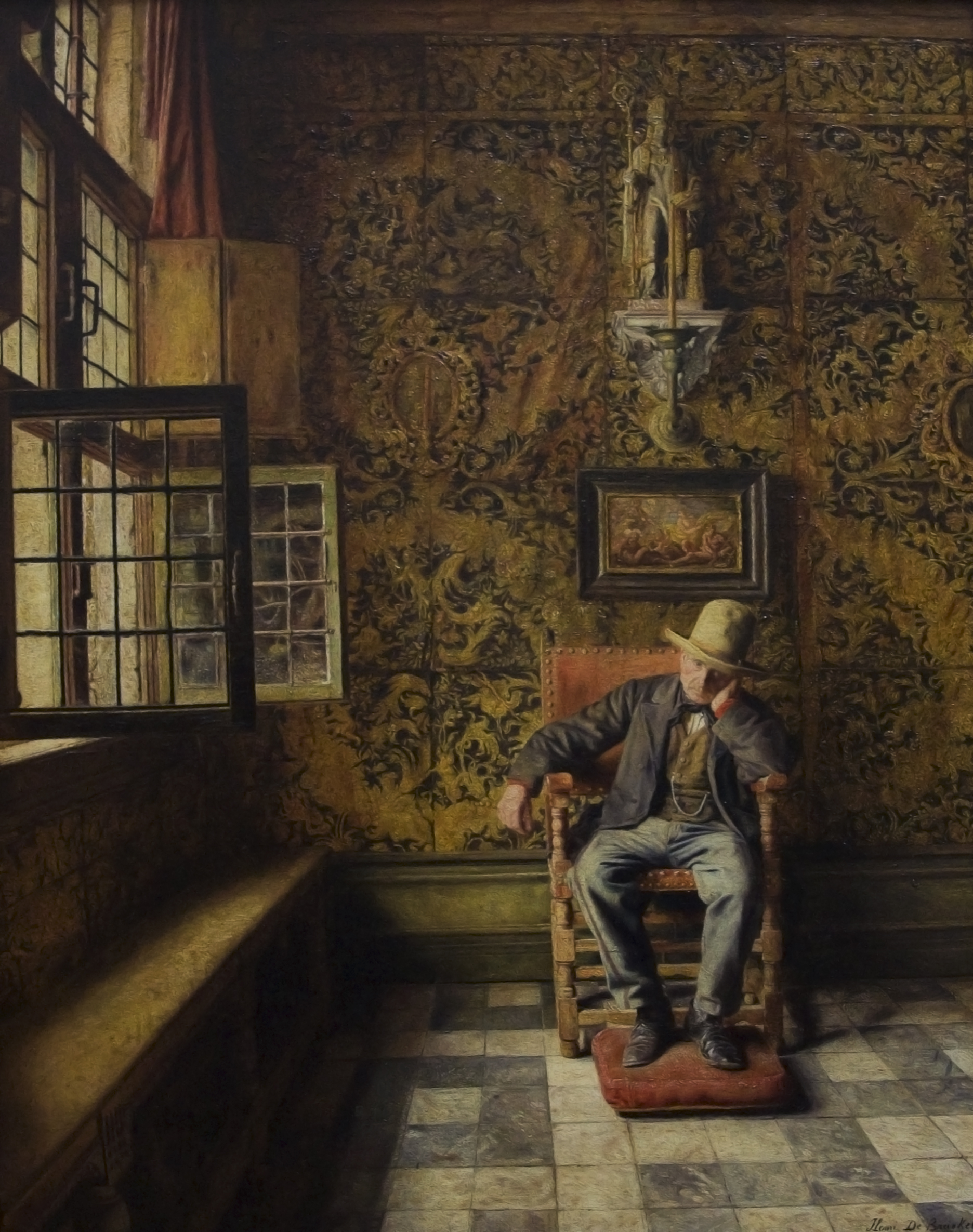
椅子に座る男 (1876) アントワープ王立美術館蔵
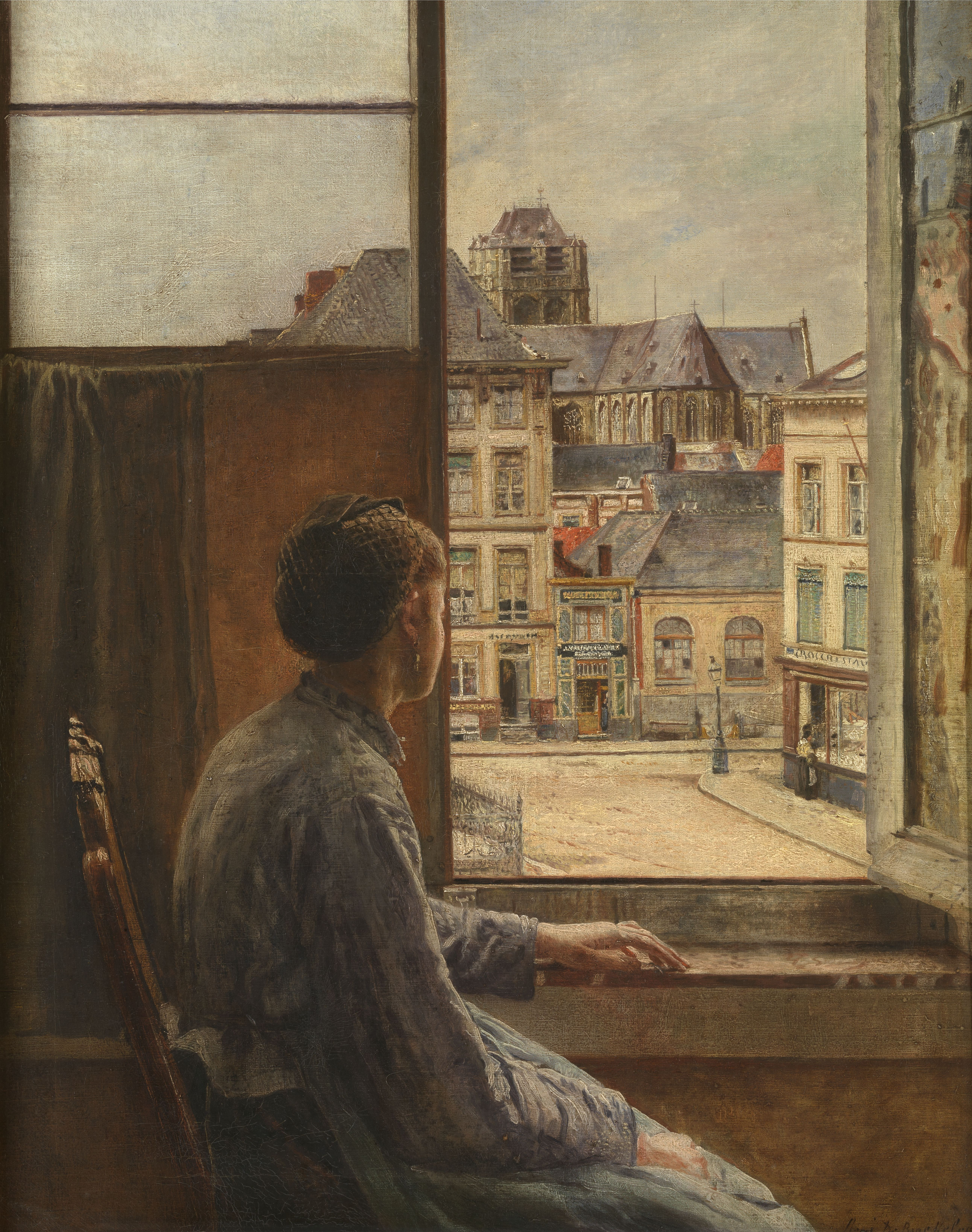
アントウェルペンのテニエ広場 (1876) アントワープ王立美術館蔵
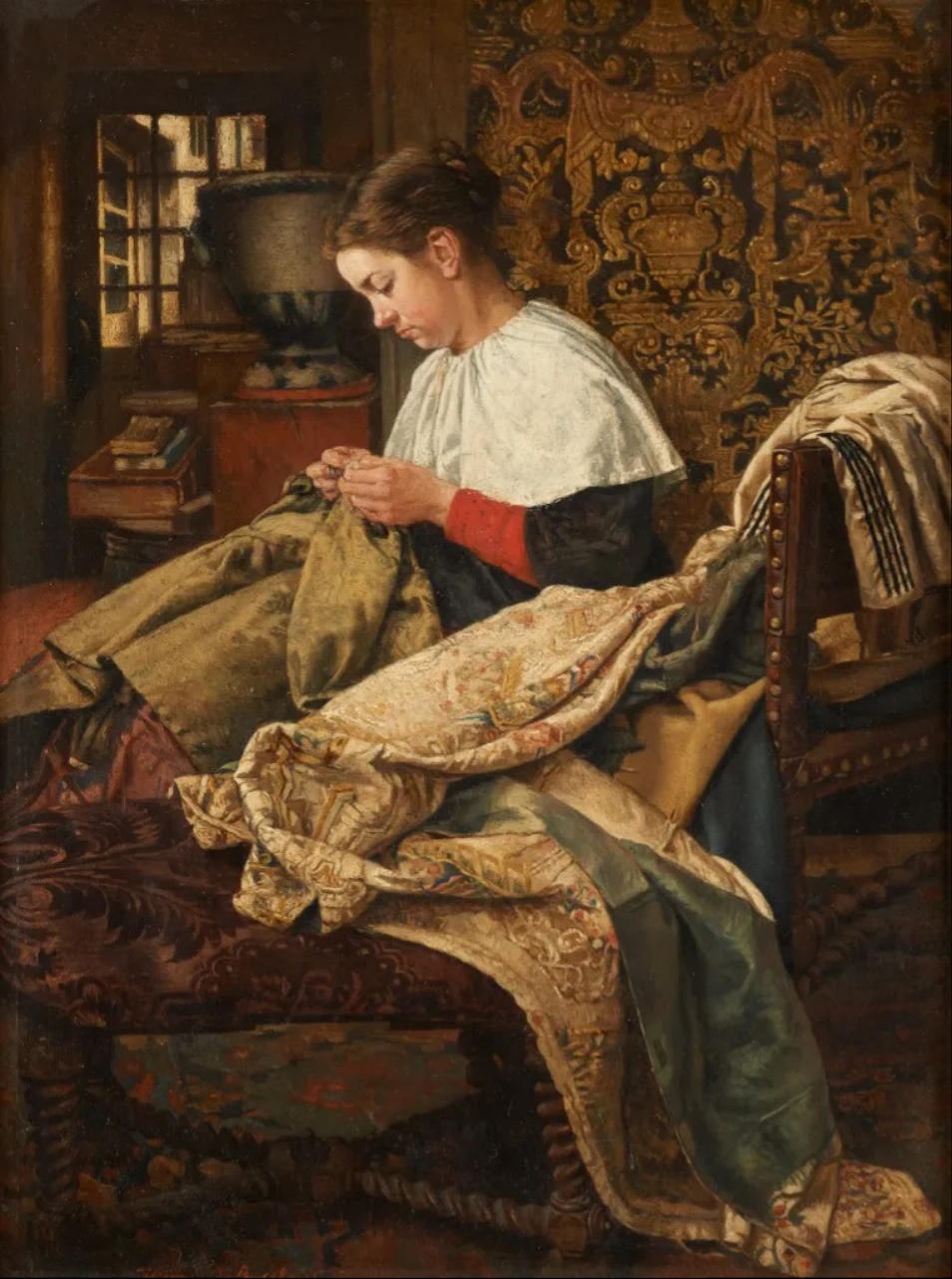
聖服を繕う女性

### 版画

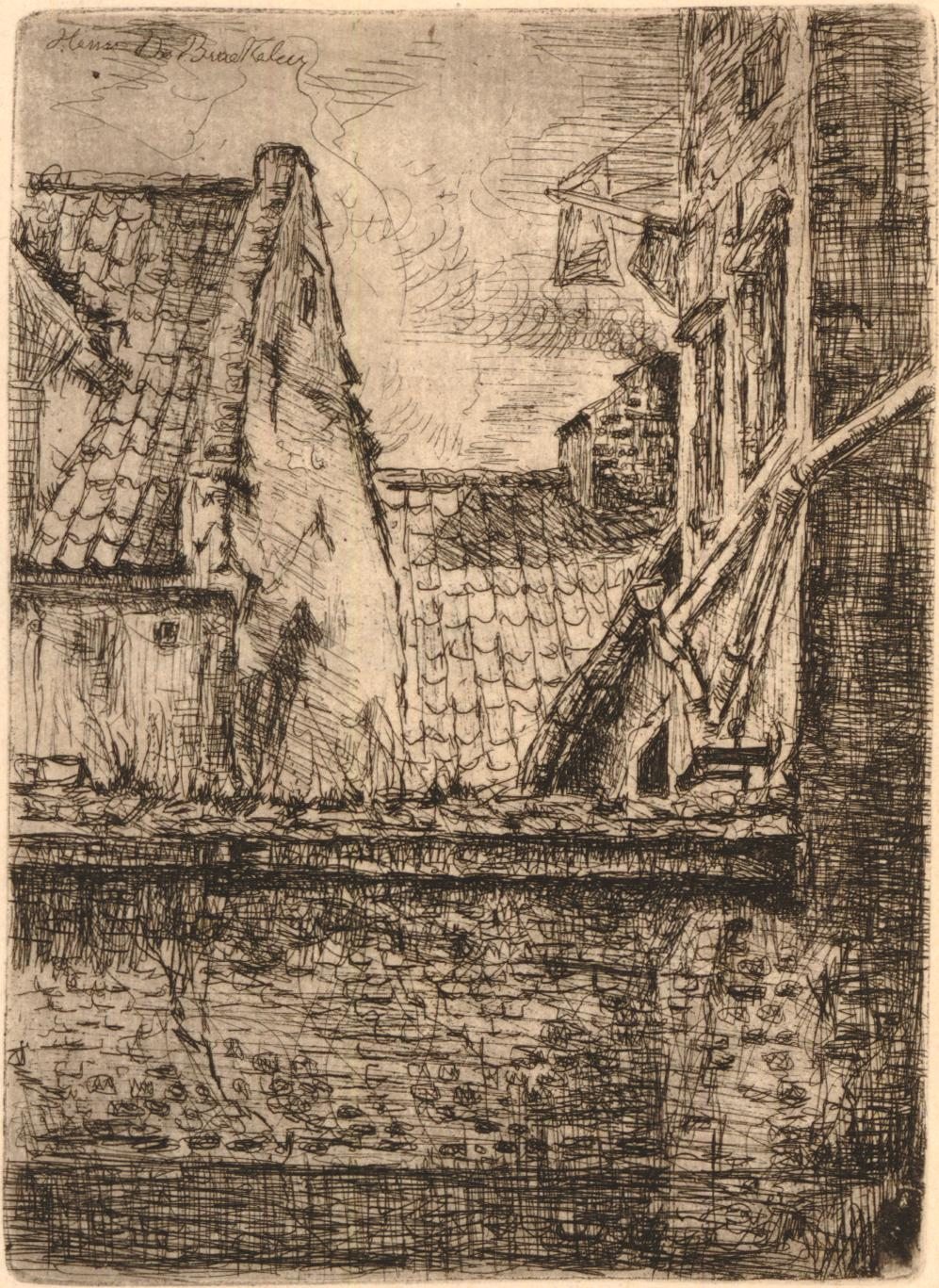
Le pignon pointu à gauche(1876)
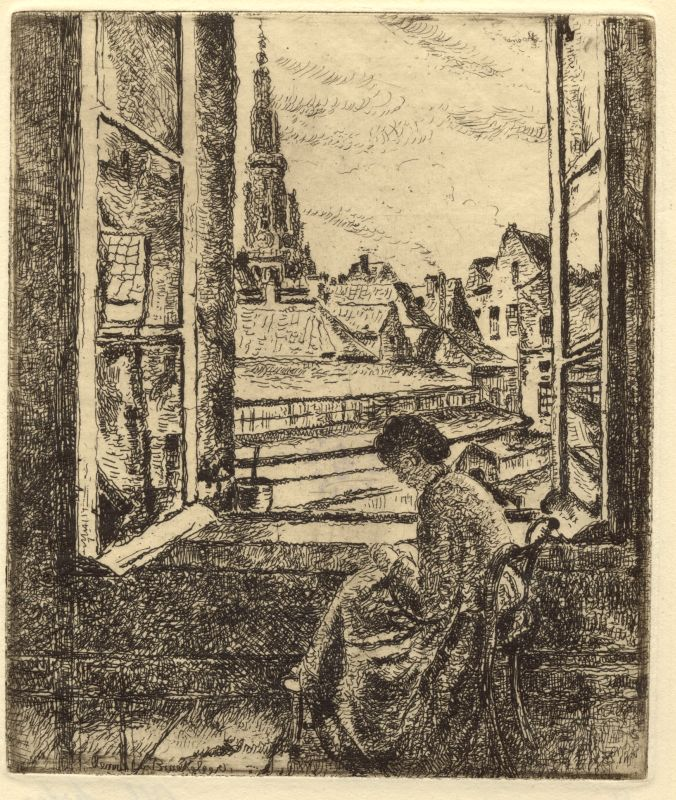
窓際の女性
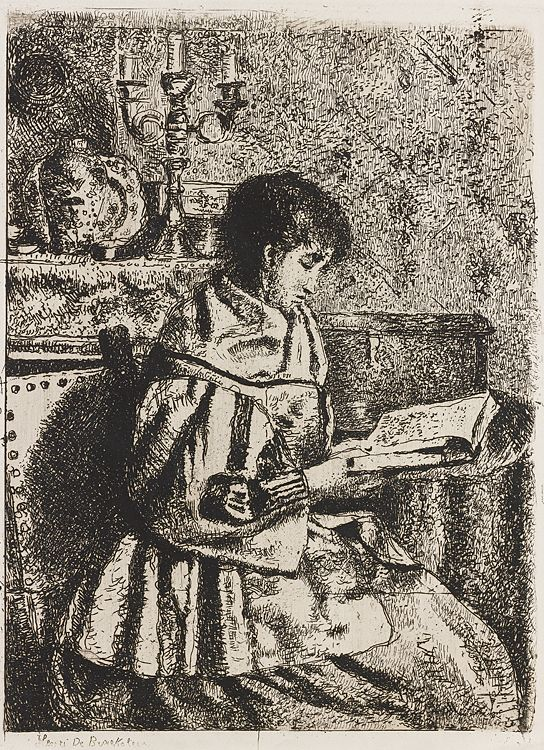
座って読書する女性
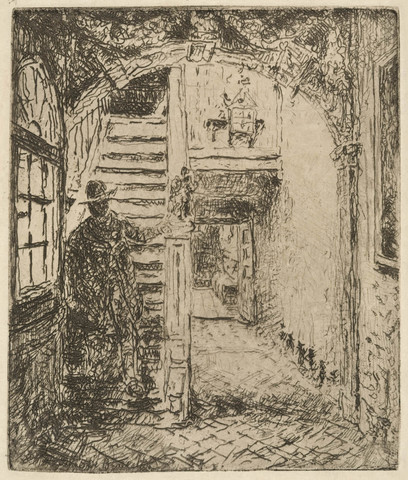
アントウェルペンの宿屋の階段